# Maracaibo
Maracaibo je město v severozápadní Venezuele. Leží nad úžinou která spojuje jezero Maracaibo a Venezuelský záliv Karibského moře ve státě Zulia. Město v posledních několika letech zaznamenává obrovský příliv nových obyvatel. Podle údajů z roku 2005 dosáhlo téměř 2 milionů obyvatel a předstihlo tak hlavní město Caracas. Celá aglomerace má 4 200 000 obyvatel (2008).

## Historie

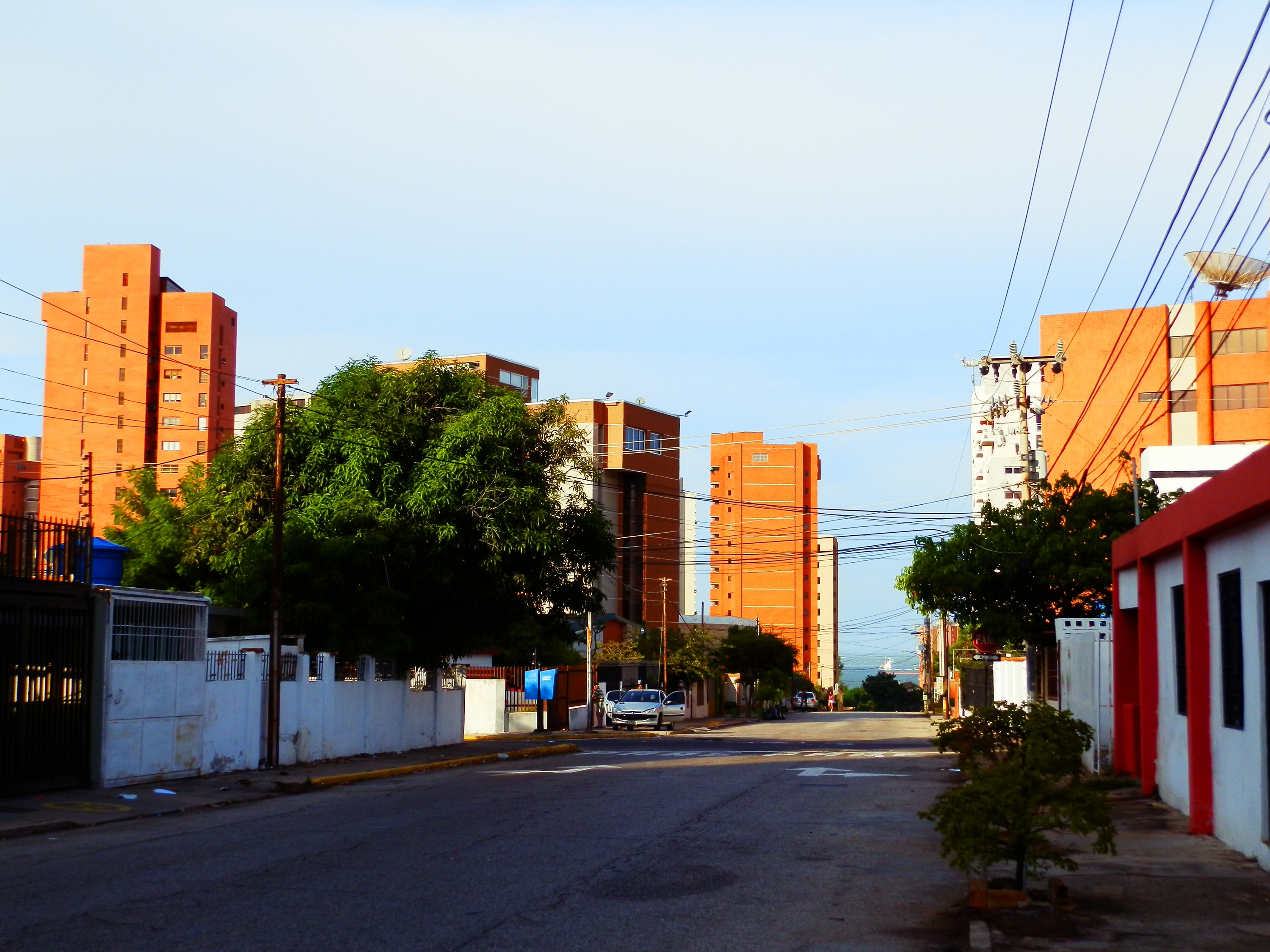
Maracaibo

Město založil 8. září 1529 německý kolonizátor (conquistador) Ambrosius Ehinger pod názvem Nový Norimberk. V srpnu toho roku vyrazil z Coro k jezeru na západě (dnešní jezero Maracaibo) a zde se utkal s místními indiány. Po jedné vítězné bitvě založil na severním břehu jezera osadu a nazval ji jménem v boji zabitého náčelníka kmene Coquibacao: Maracaibo.

## Partnerská města
- Brémy, Německo
- Durban, Jihoafrická republika
- Honolulu, Spojené státy americké
- Istanbul, Turecko
- New Orleans, Spojené státy americké
- Ploješť, Rumunsko